# Saint-Jérôme (Marseille)
Pour les articles homonymes, voir Saint-Jérôme (homonymie).
Saint-Jérôme est un quartier de Marseille, situé au sud-ouest du 13e arrondissement. Il a pour voisins immédiats la Rose à l'est, Malpassé au sud et le Merlan (du 14e arrondissement) à l'ouest. 
Le quartier Saint-Jérôme est principalement constitué de maisons individuelles en plus de quelques habitats collectifs, notamment la cité Les Lilas-Oliviers, qui est incluse au sein d'un vaste quartier prioritaire qui s'étend jusqu'à Bon-Secours.
Le quartier abrite une diaspora arménienne importante. Dans la première moitié du XXe siècle, une partie de celle-ci était employée dans des petites unités de nouages de tapis. De 1923 à 1946 la Société Tapis France Orient y avait sa plus importante unité (entre 400 et 450 employés). Cette communauté arménienne dispose toujours d'une église apostolique arménienne voisine de l'église catholique romaine de Saint-Jérôme.
C'est sur la partie ouest du quartier de Saint-Jérôme qu'a été construite vers 1960 une Faculté des Sciences destinée à décongestionner la Faculté de Saint-Charles, trop à l'étroit. Les bâtiments de la faculté de Saint-Jérôme font face au quartier voisin du Merlan situé à l'ouest, et leur accès se fait principalement par l'avenue Normandie-Niemen plutôt que par la traverse Susini qui la relie - mal - à Saint-Jérôme, ce qui fait croire à certains que la faculté est située au Merlan. Un peu plus au nord de la traverse Susini se trouve un bâtiment de l'IUT d'Aix-Marseille.
À l'est du Chemin de Château-Gombert, sur une hauteur, le cloître de l'ancien couvent des sœurs de la Visitation, aujourd'hui propriété de la fondation des Apprentis d'Auteuil, a été aménagé en lieu d'accueil, avec notamment un restaurant (« les Jardins du Cloître »). La chapelle du couvent reste à côté du cloitre proprement dit.